# Настоящий друг
Настоящий друг (азерб. Əsl dost) — советская драма 1959 года производства киностудии Азербайджанфильм. Первая роль в кино актрисы Эльмиры Шабановой.

## Синопсис
Фильм рассказывает о ловле рыбы на берегу Каспийского моря. В центре сюжета судьба двух закадычных друзей с детства — Фармана и Асада. Они оба учились в школе, служили в армии. В фильме произошла авария, в которую попали два закадычных друга детства.

## Создатели фильма

### В ролях
Нодар Шашикоглу — Фарман
Мухлис Джанизаде — Асад
Тамилла Агамирова — Бильгеис
Семён Соколовский — Джалил
Марзия Давудова — Санам
Р. Сулейманова — Исмат
Кима Мамедова — Рухия
Исмаил Османлы — Ширали
Анатолий Фалькович — Кремен
О. Шевцова — Прасковья
Фатех Фатуллаев — следователь
Азиза Мамедова — супруга Ширали
Бахадур Алиев — помощник Фармана
Джейхун Мирзоев — Фарман в детстве
Садых Гусейнов — боцман
Эльмира Шабанова — Лейла
Ш. Гаджиева
Лейла Рзаева
Ф. Султанов
З. Агаев
Акбар Фарзуллаев
Ф. Наибов
Тораханым Зейналова — старуха

#### Роли дублировали (в титрах не указаны)
Этая Алиева — Рухия (Кима Мамедова)
Али Зейналов — Фарман (Нодар Шашикоглу)
Исмаил Эфендиев — Джалил (Семён Соколовский)

### Административная группа
автор сценария: Имран Касымов
режиссёр-постановщик: Тофик Тагизаде
оператор-постановщик: Расим Оджагов
художник-постановщик: Камиль Наджафзаде
композитор: Кара Караев
второй режиссёр: Руфат Шабанов
звукооператор: Илья Озёрский
художник по костюмам: Элбей Рзакулиев
художник-гримёр: И. Белуанская
монтажёр: Евгения Абдиркина
директор фильма: В. Дудиев
оператор комбинированных съёмок: Владимир Збудский
художник комбинированных съёмок: Мирза Рафиев
оркестр: Азербайджанский государственный симфонический оркестр имени Узеира Гаджибекова
дирижёр: Ниязи
ассистент режиссёра-постановщика: Эльдар Кулиев (в титрах не указан)